# Minori
Minori (яп. みのり) — японская компания по производству «визуальных романов», в прошлом — отдел программного обеспечения компании CoMixWave (до апреля 2007 года). Визуальный роман Ef: A Fairy Tale of the Two получил мангу и две аниме-адаптации, а также был портирован на PlayStation 2 в апреле 2010 года.
minori использует Musica в качестве своего главного движка. Несколько открывающих заставок к ранним новеллам minori анимировал Макото Синкай.
В 2010 году minori, MangaGamer и Name Losers объявили о партнерстве для распространения английских локализаций визуальных романов компании студии.
28 февраля 2019 года minori объявила о прекращении своей деятельности.

## Игры
- 31 августа 2001: Bittersweet Fools
- 19 апреля 2002: Wind: A Breath of Heart
- 27 декабря 2002: Soyokaze no Okurimono: Wind Pleasurable Box (фан диск)
- 23 июля 2004: Haru no Ashioto
- 5 ноября 2004: Wind: A Breath of Heart Re: gratitude
- 25 марта 2005: Angel Type
- 31 марта 2006: Sakura no Saku Koro: Haru no Ashioto Pleasurable Box (фан диск)
- Ef: A Fairy Tale of the Two.
- August 25, 2006: ef — First Fan Disc
  - 22 декабря 2006: Ef: The First Tale.
  - 30 мая 2008: Ef: The Latter Tale.
  - 17 сентября 2010: Tenshi no Nichiyōbi (фан диск)
- 18 сентября 2009: Eden*
  - 29 декабря 2011: Supipara Nice to Meet You!
  - 21 декабря 2012: Natsuzora no Perseus
  - 31 января 2014: 12 no Tsuki no Eve
  - February 27, 2015: Soreyori no Prologue
  - February 26, 2016: Tsumi no Hikari Rendezvous
  - March 31, 2017: Trinoline
  - January 26, 2018: Trinoline: Genesis
  - 2018: Sono Hi no Kemono ni wa